# William Oliveira dos Santos
William Oliveira dos Santos, noto semplicemente come William Oliveira (Paracambi, 25 febbraio 1992), è un calciatore brasiliano, centrocampista del Boavista-RJ.

## Caratteristiche tecniche
È un mediano.

## Carriera
Dopo aver militato nelle serie minori del campionato brasiliano, nel 2019 è approdato al Ceará, con cui ha debuttato in Série A il 16 luglio, in occasione dell'incontro pareggiato 1-1 contro il Fluminense.

## Palmarès

### Competizioni regionali
- Copa do Nordeste: 2

Sampaio Corrêa: 2018
Ceará: 2020